# Félix Ziem

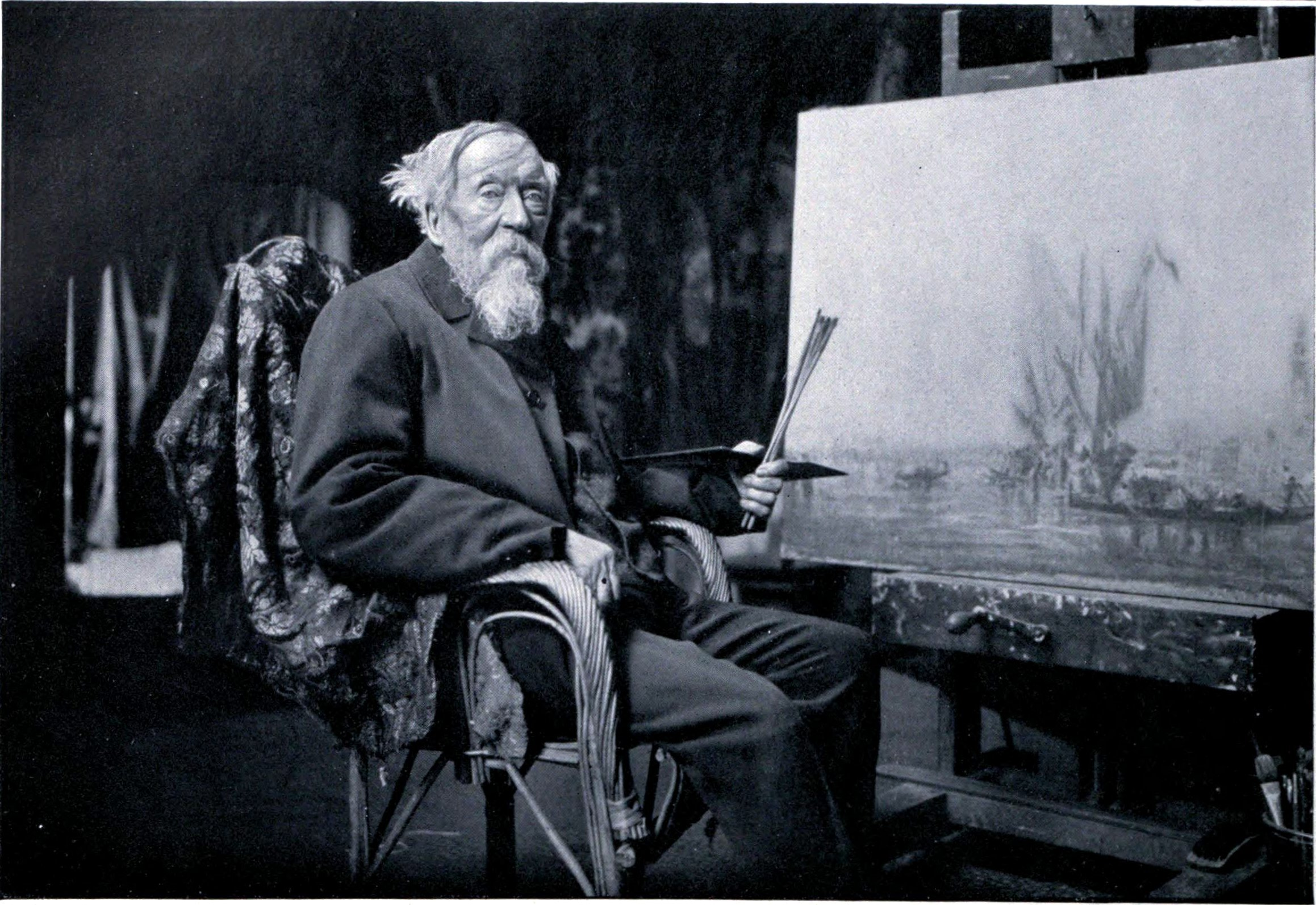
Félix Ziem op latere leeftijd in zijn atelier

Félix-Francois Georges Philibert Ziem (Beaune, 26 februari, 1821 - aldaar, 10 november 1911) was een Frans kunstschilder. Hij wordt gerekend tot de School van Barbizon.

## Leven en werk

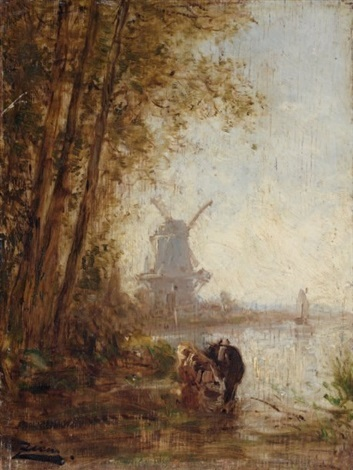
Molen in Holland

Ziem studeerde architectuur in Dijon en werkte vervolgens een tijd lang als architect. Schilderen was echter zijn grote hobby en na diverse reizen naar Italië maakte hij rond 1848 definitief van zijn hobby zijn beroep. In 1849 vestigde hij zicht te Parijs, waar hij vriendschap sloot met Jean-François Millet en Théodore Rousseau, belangrijke voormannen van de School van Barbizon. Samen met hen schilderde hij in de volgende jaren veelvuldig in het Fôret de Fontainebleau. In 1849 exposeerde hij voor het eerst in de Parijse salon. In 1857 werd hij opgenomen in het Legion d'Honneur. In 1860 liet hij een atelier bouwen in Martigues.
Ziem schilderde, naast portretten en stillevens vooral landschappen, zee- en riviergezichten en impressies van steden die hij tijdens zijn vele reizen bezocht, meer in het bijzonder Constantinopel en Venetië, welke stad hij soms tweemaal per jaar bezocht. Hij werkte vooral in olieverf, met een opvallend losse penseelvoering, maar maakte ook veel aquarellen en etsen. Hij was van aanzienlijke invloed op de schilders van de Haagse School.
Ziem was uitermate reislustig en bezocht tussen 1850 en 1880 een groot aantal Europese landen, waaronder ook Nederland, voor het eerst in 1850. In augustus van dat jaar kwam hij aan in Amsterdam en maakte daar een kopie van De Nachtwacht. Daarna reisde hij door naar Den Haag en vervolgens Dordrecht, waar hij enkele weken bleef om de molens aan de Maas te schilderen. In 1852 bezocht hij Nederland opnieuw en was hij wederom te vinden langs de oevers van de Maas en de Amstel. In 1852 exposeerde hij twee Hollandse rivierlandschappen op de Parijse salon, waar deze bijzonder werden geprezen.
Op latere leeftijd trad Ziem vaak ok als mecenas voor jonge kunstenaars. In 1901 werd hij nog officieel schilder van de Franse marine, waaraan een hoge officiersrang was verbonden. In 1911 overleed hij, 90 jaar oud, en werd begraven op het Cimetière du Père-Lachaise. In Martigues, waar hij op later leeftijd vaak werkte, bevindt zich sinds 1908 het Musée Ziem. Veel van zijn schilderijen zijn ook te zien in het Musée des beaux-arts de Beaune.

## Galerij

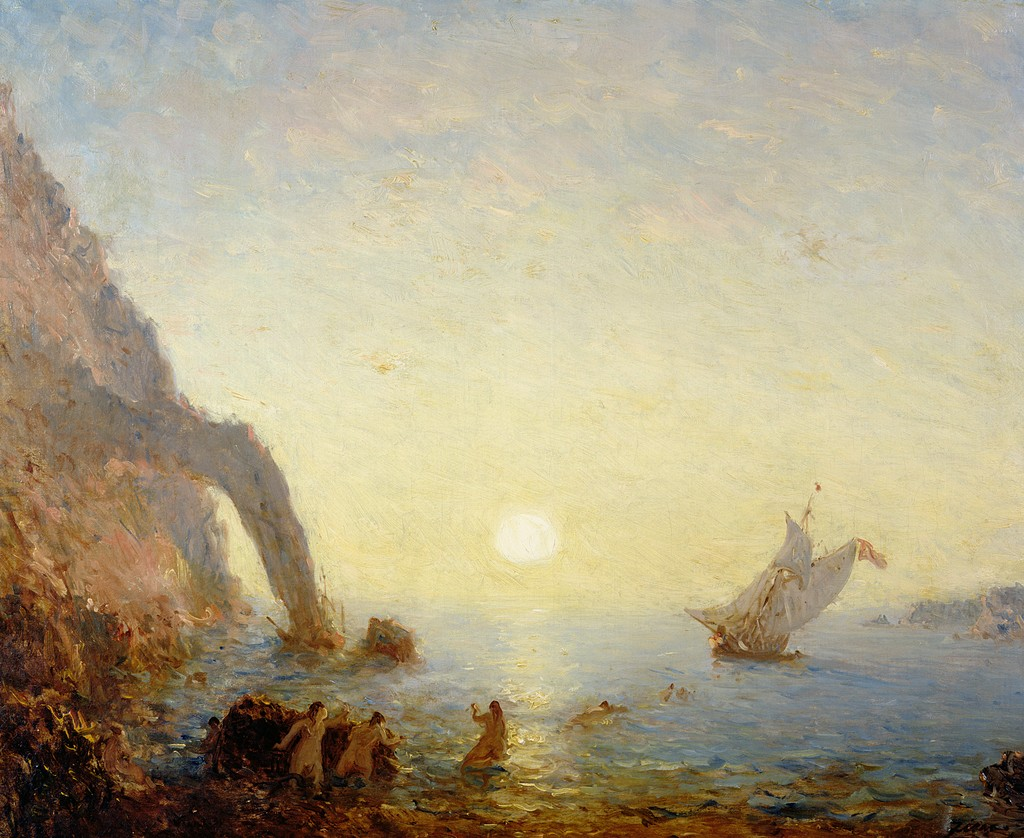
De roep van de sirenen
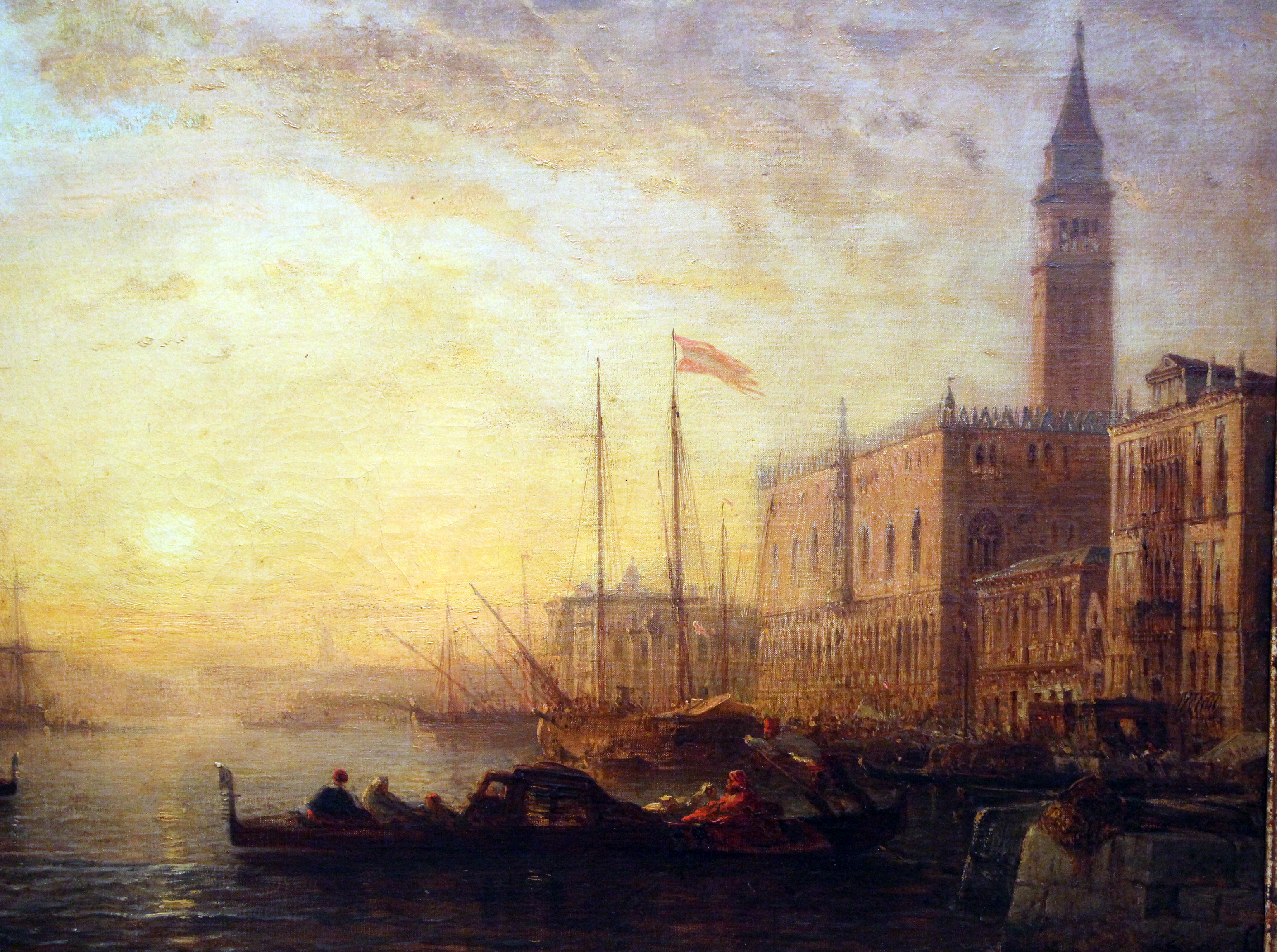
Canal Grande, Venetië
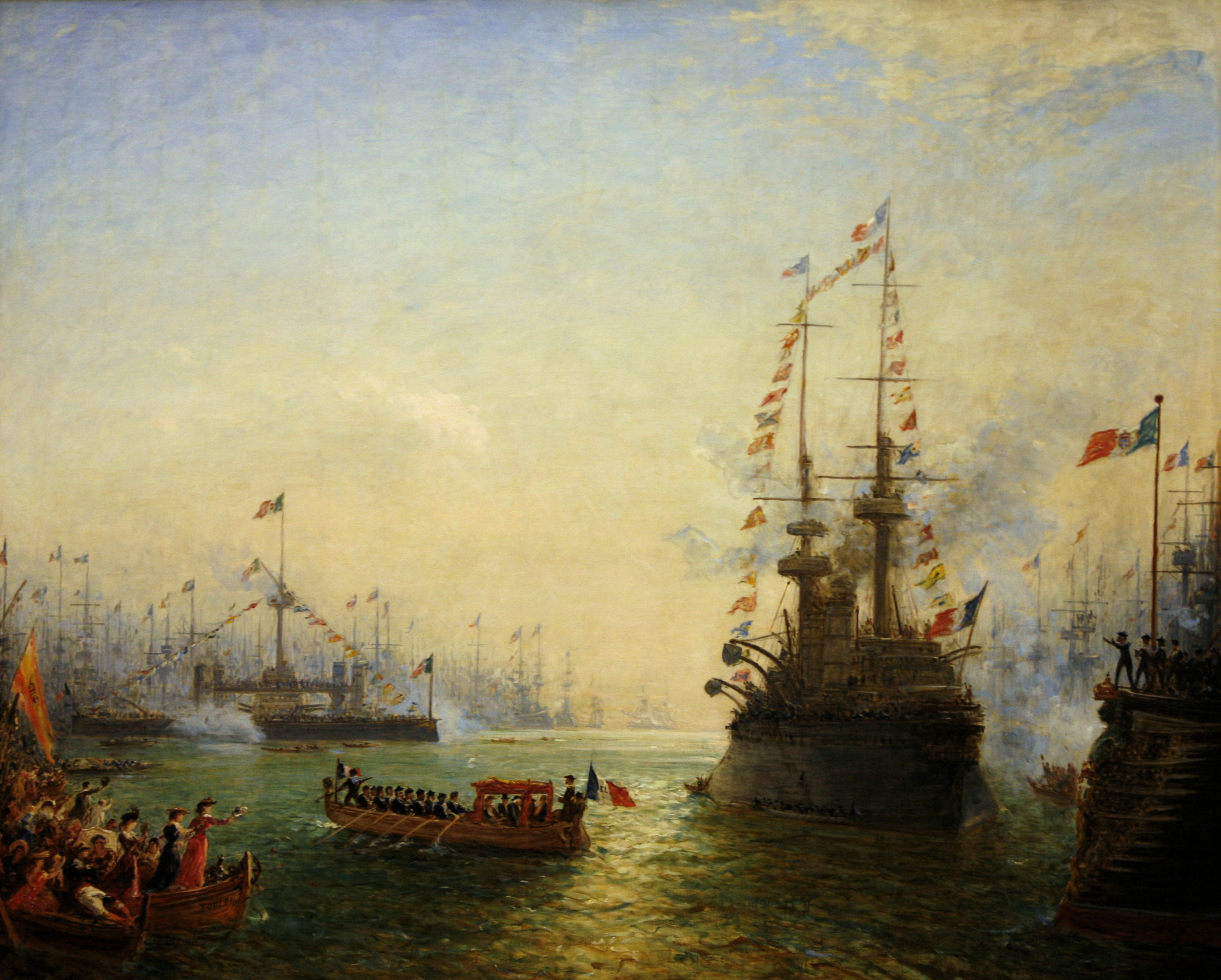
Toulon. Bezoek van Loubet aan de Italiaanse en Franse squadrons
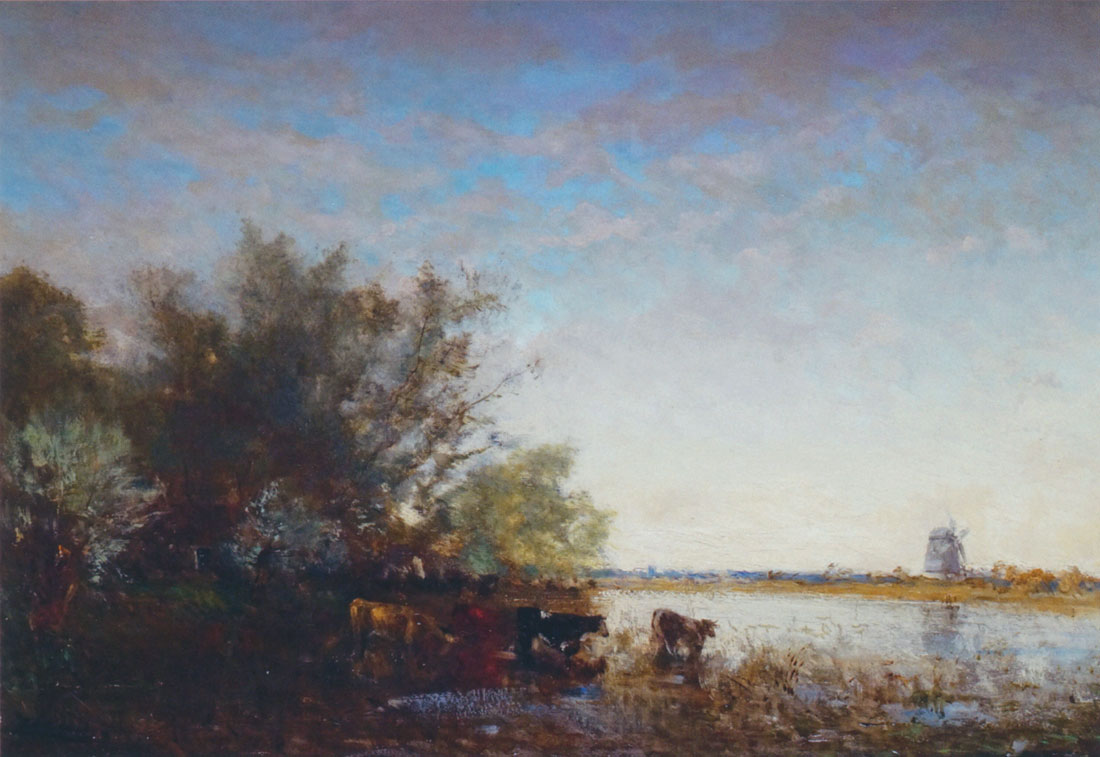
Rivier in Holland
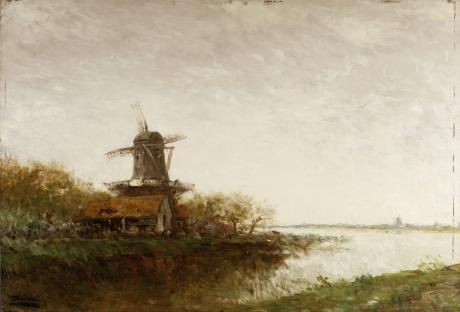
Hollands rivierlandschap met windmolen
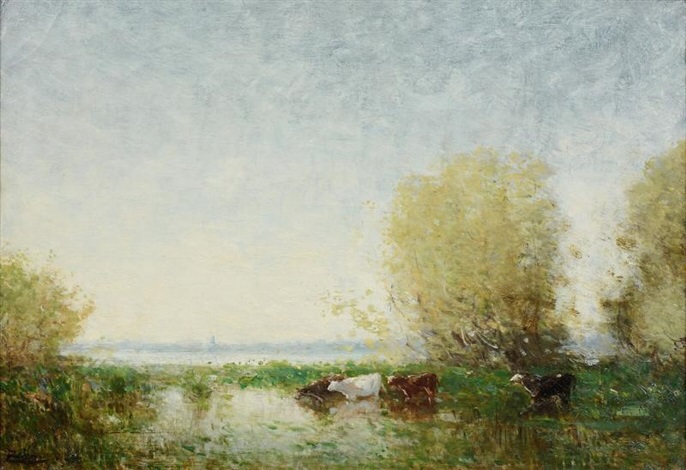
Uiterwaarden, Holland
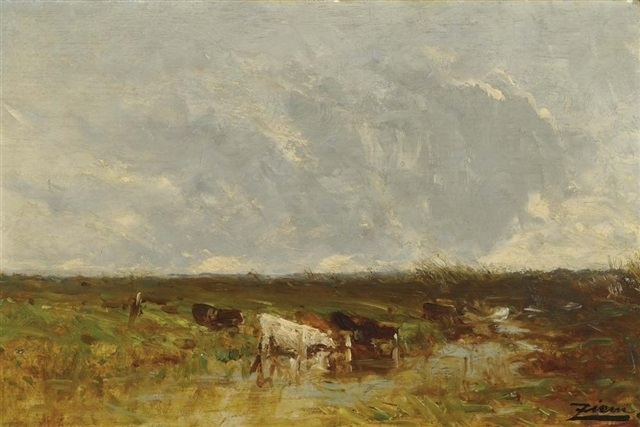
Vee in de weide
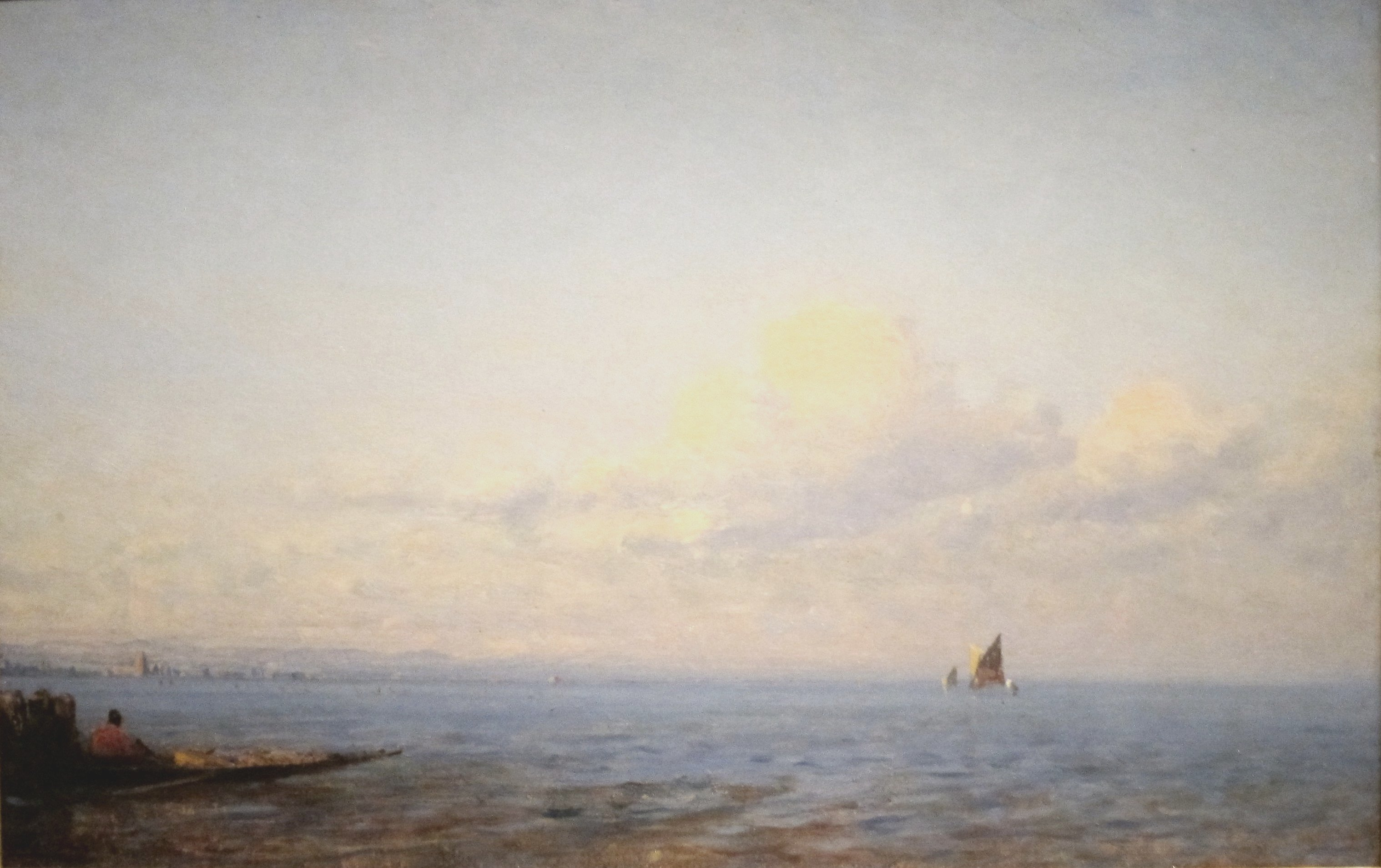
Zeelandschap